# Jules Borelli
Pour les articles homonymes, voir Borelli.
Jules Borelli, né le 17 mars 1852 à Marseille et mort peu avant le 11 février 1941 dans la même ville, est un explorateur et photographe français, compagnon d'Arthur Rimbaud en Éthiopie, pays qu'il fut l'un des premiers Européens à parcourir.

## Biographie

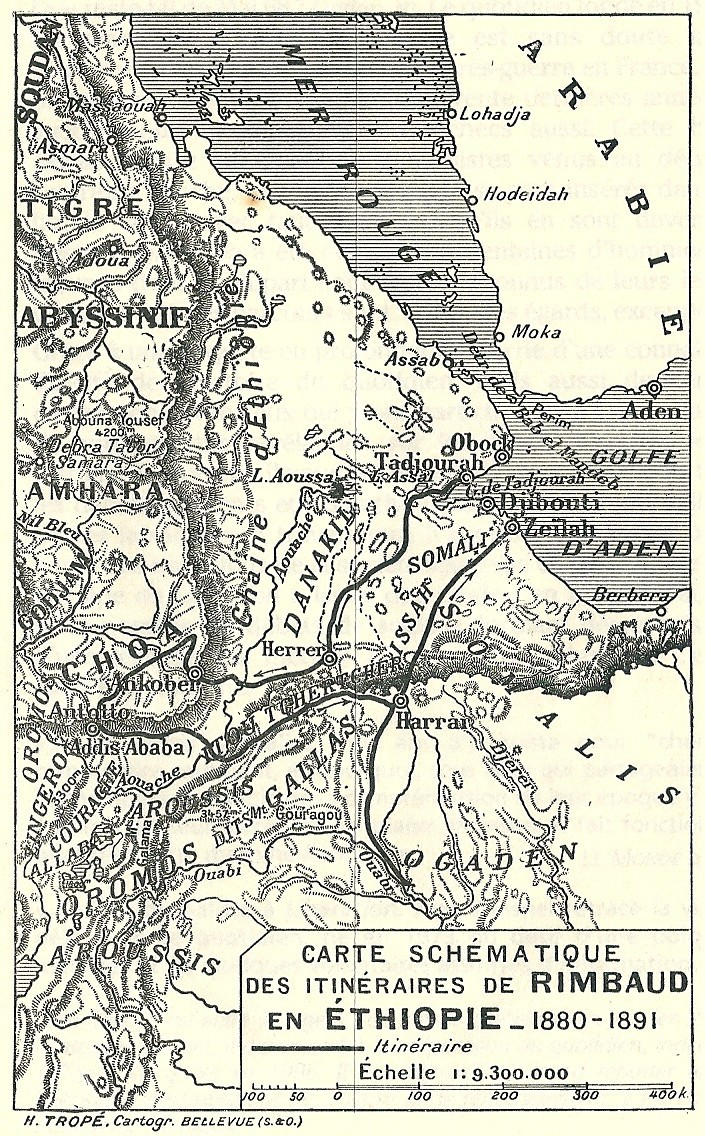
Carte schématique des itinéraires de Rimbaud en Éthiopie (1880-1891).

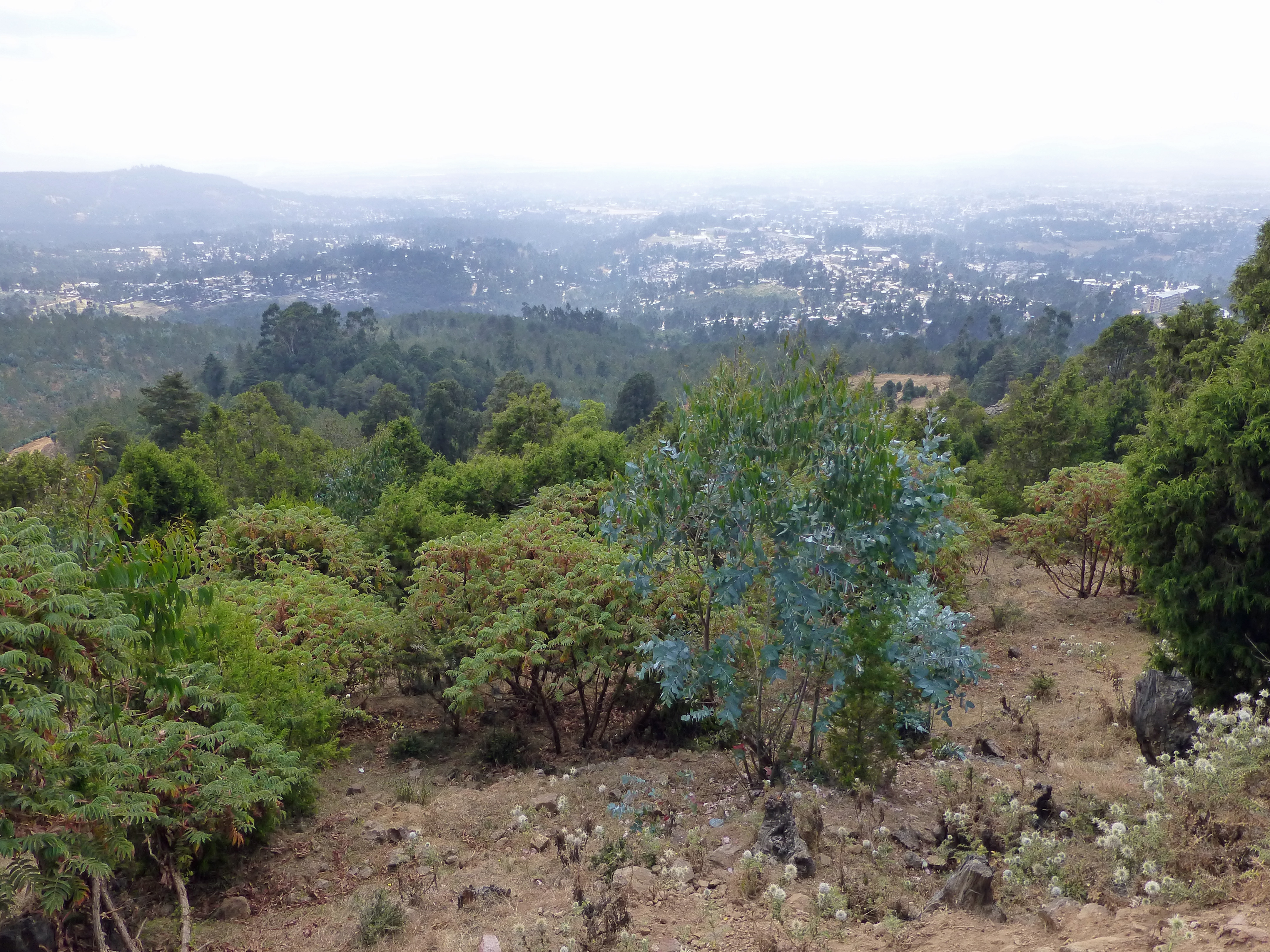
Collines d'Entoto surplombant l'actuelle Addis-Abeba (2014).

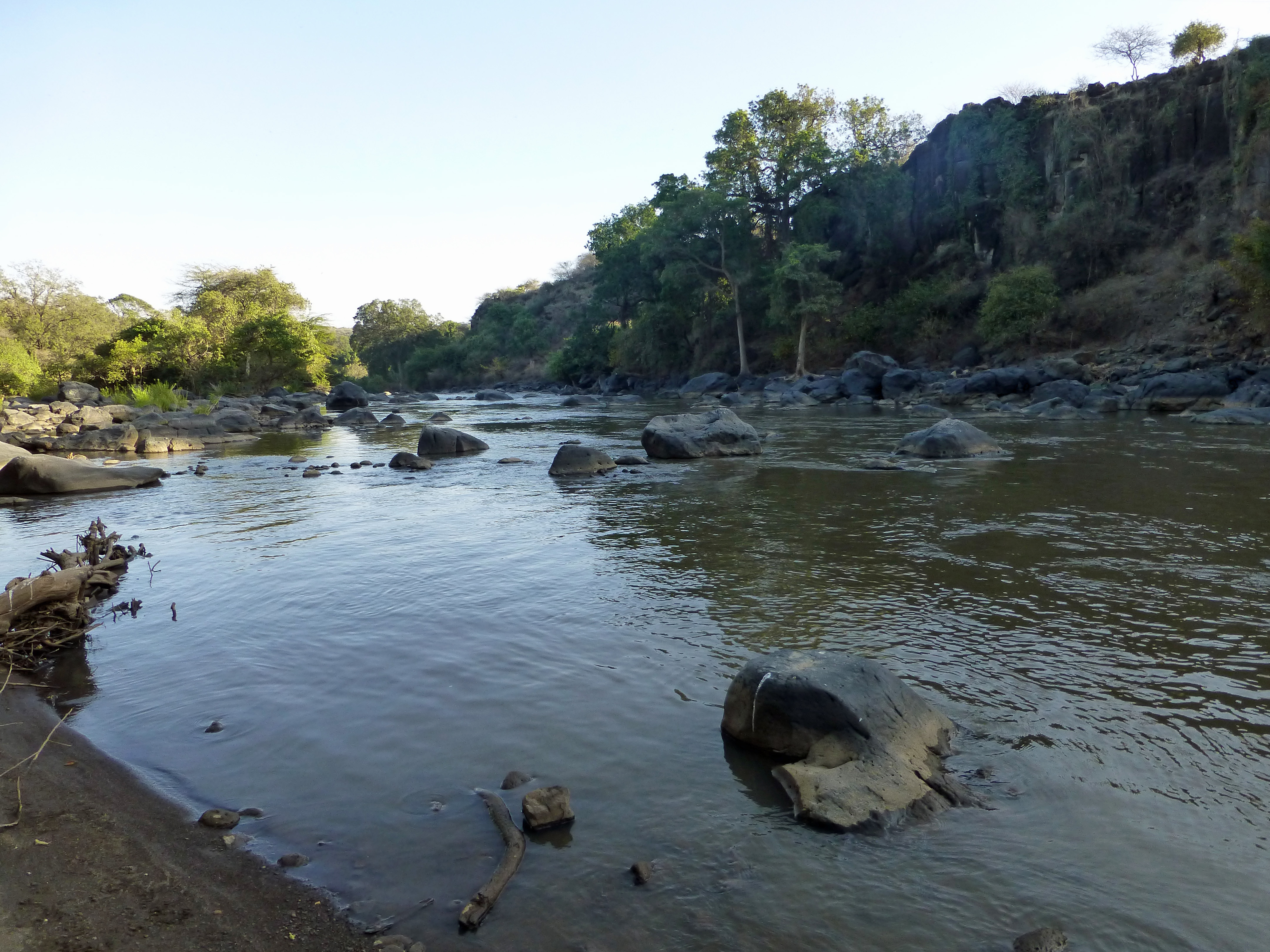
Vallée de l'Awash (2014).

Né à Marseille en 1852, dans une famille de la haute bourgeoisie de la ville et originaire du Piémont, dernier des dix enfants de Jérôme Borelli (1803-1852) et de Marie-Flavie Maxime de Roux (1816-1907), Jules fait ses études à Paris, puis s'embarque comme mousse à l'âge de quinze ans, à bord d'une goélette à destination de San Francisco, et de là, s'engage sur un baleinier, qui est pris par les glaces au nord du détroit de Behring ; il rentre en France en 1873,. 
Commence alors un long périple : il part sur un trois-mâts français, va aux îles Réunion et Maurice, puis dans l'Inde ; au retour, le navire, pris dans un cyclone, désemparé, atteint Natal ; Borelli retourne à l'île Maurice, puis rentre en France par le cap de Bonne-Espérance, Sainte-Hélène et les Açores ; il repart de nouveau pour la Réunion, de là, il va dans les Indes et ensuite parcourt une partie de Madagascar. En 1878, il visite la côte du Sahara et du Sénégal, en 1879 et 1880, il parcourt les côtes de la Méditerranée et de la mer Noire, visite le Caucase, la Caspienne, la Russie méridionale, les principautés danubiennes et rentre en France par l'Autriche. 
Fin 1883, il rejoint ensuite son frère, Octave Borelli (1849-1911), qui est jurisconsulte spécialiste des questions financières à la cour khediviale, au Caire depuis 1879. Celui-ci lui conseille de solliciter un ordre de mission du ministère de l'Instruction publique. Jules obtient en mars 1885 une mission d’exploration en Afrique orientale. Il séjourne d'abord à Aden. Puis, il s'associe avec un commerçant du nom de Bremond, et avec celui-ci, projette un transport de fusils, destinés à Menelik, roi du Choa, projet qui n'aboutit qu'en avril 1886. Jules Borelli reste dix mois dans le Choa et met ce délai à profit pour réaliser nombre des clichés photographiques. Menelik l'envoie à Tadjourah et, par la vallée de l'Awash, il atteint Entoto, sur les hauteurs de l’actuelle Addis-Abeba.
Le 9 février 1887, il fait la connaissance d'Arthur Rimbaud à Ankober. Il le décrit ainsi :

« M. Rimbaud, négociant français, arrive de Toudjourrah, avec sa caravane. Les ennuis ne lui ont pas été épargnés en route. Toujours le même programme : mauvaise conduite, cupidité et trahison des hommes ; tracasseries et guet-apens des Adal ; privation d'eau ; exploitation par les chameliers…
Notre compatriote a habité le Harrar. Il sait l'arabe et parle l'amharigna et l'oromo. Il est infatigable. Son aptitude pour les langues, une grande force de volonté et une patience à toute épreuve, le classent parmi les voyageurs accomplis. »

Octave Borelli, qui est rédacteur en chef du journal Le Bosphore égyptien au Caire, édite les notes de voyage de Rimbaud les 25 et 27 août. En mars 1887, Jules Borelli explore et fait l'ascension du mont Zuqualla qu'il nomme Zoukouala dans son Journal puis il explore le Mont Herrer (auj. Kundudo) avant de revenir à Entoto. Les 12 et 13 mars, il ascensionne le Mont Wechacha à l'est d'Entoto. Enfin, le samedi 30 avril, il quitte Entoto avec Arthur Rimbaud. 
Ils atteignent Gelemso (que Borelli nomme Galamso) le 12 mai puis le 20 mai 1887 observe à Warra-Bellé (auj. Karamile), le tronc d'arbre près duquel fut assassiné Édouard-Henri Lucereau. Le dimanche 22 mai, ils entrent à Harar. Pour le retour, ils repassent à Gelemso le 13 juin et atteignent Entoto le 22.
Borelli quitte Entoto le 8 novembre 1887 en direction du Caire. Il contourne le Mont Wechacha et rejoint l'Awash puis escalade le Dendi et découvre les deux lacs de son cratère qu'il décrit ainsi : « J'ai été fort surpris, en arrivant au sommet de la montagne, de trouver, au fond de son cratère, un lac d'aspect étrange ; ses contours dessinent un immense huit dont les deux boucles communiquent entre elles par un étroit canal ». Il relève alors les sources de l'Awash et effectue des mesures et des observations du lac ainsi que le tracé des affluents de l'Abaï. Le 18 novembre, il atteint le Wonchi qu'il nomme Mont Harro et 7 décembre entre à Jimma. Le 10 janvier, il escale le mont Maigudo (qu'il nomme May-Gondo) et observe de son sommet le cours de l'Omo (14 janvier) avant d'explorer le pic de Kaffarsa (15 janvier) et de revenir sur Nada (16 janvier) puis Jimma.

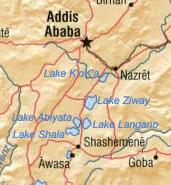
Les lacs du centre de l’Éthiopie.

Le 5 février 1888, il visite la chute du Ghibie et observe les divers tributaires de l'Omo. Il suit ensuite la vallée du Ghibie et repasse au mont Maigudo avant rentrer à Jimma où il demeure jusqu'au 6 avril. Le lendemain, il gagne de nouveau le Maigudo puis la rivière Omo et parvient apercevoir le lac Abbala (auj. lac Shala et lac Abijatta). Il atteint (14 avril) le Mont Gughe (Gadjé dans le récit) et revient à l'Omo pour rentrer sur Jimma (20 avril). 
Borelli reprend la route de l'Omo le 15 mai 1888. Sur la route d'Abelti (Abalti dans le récit), il est attaqué, le 7 juin 1888 par des Zingero, un peuple de l'Oromia. Malade, il parvient à rentrer à Antoto le 16 juin. Dans son récit, il est alors très pessimiste sur le développement économique du pays. 
Par l'Awash, il rejoint Harar où il est hébergé par Arthur Rimbaud (25 septembre) qui lui obtient des chameaux. Il y demeure une semaine avant de reprendre la route de Zeilah. Il passe (5-6 octobre) à Gildessa où fut assassiné le 9 avril 1886 le comte Gian Pietro Porro et entre à Zeilah le 15 octobre. De Zeilah, il gagne Aden (20 octobre) puis Obock (9 novembre), Suez (14 novembre) et enfin Le Caire (21 novembre). Son voyage aura duré trois ans et deux mois.
Borelli publie en 1890 son journal de voyage sous le titre Éthiopie méridionale. Dans les annexes, il reporte les résultats de ses études sur les divisions, subdivisions, langues et races des peuples Amhara, Oromo et Sidama. De même, l'Annexe C est le relevé du bassin de l'Omo, le cours de la rivière et ses affluents. Borelli y affirme, avec raison, contrairement aux géographes de l'époque, que l'Omo se jette dans le lac Chambara (auj. Lac Turkana). Enfin, il dresse un important répertoire des langues Koullo (dialecte dérivé de l'Amharique) (p. 449-463), Timbaro et Hadiyya (p. 463-482).
À son retour, il s'installe à Marseille. Il donne une conférence à la Société de géographie en décembre 1889. En 1890, il est nommé chevalier de la Légion d'honneur ; puis, la Grande Chancellerie s'efforce durant trente ans d'obtenir son registre de naissance et son adresse, sans succès. En mars 1892, il entame un voyage sportif sur une yole, à la rame, entre Marseille et Rome, longeant la côte ; le 3 novembre, il en communique le récit à la Société de géographie de Marseille, conférence intitulée « De Marseille à Rome en canot », une société savante à laquelle il confie de nombreuses archives.
Il mène par la suite une existence plus sédentaire au « domaine du château Borelli », construit par sa famille entre 1895 et 1900 sur une colline dominant Saint-Tropez, et se consacre à la peinture de paysage, dans un genre postimpressionniste. Le domaine fut vendu en 1928.
Sa mort, à Marseille, est annoncée par la presse à partir du 11 février 1941.

## Travaux

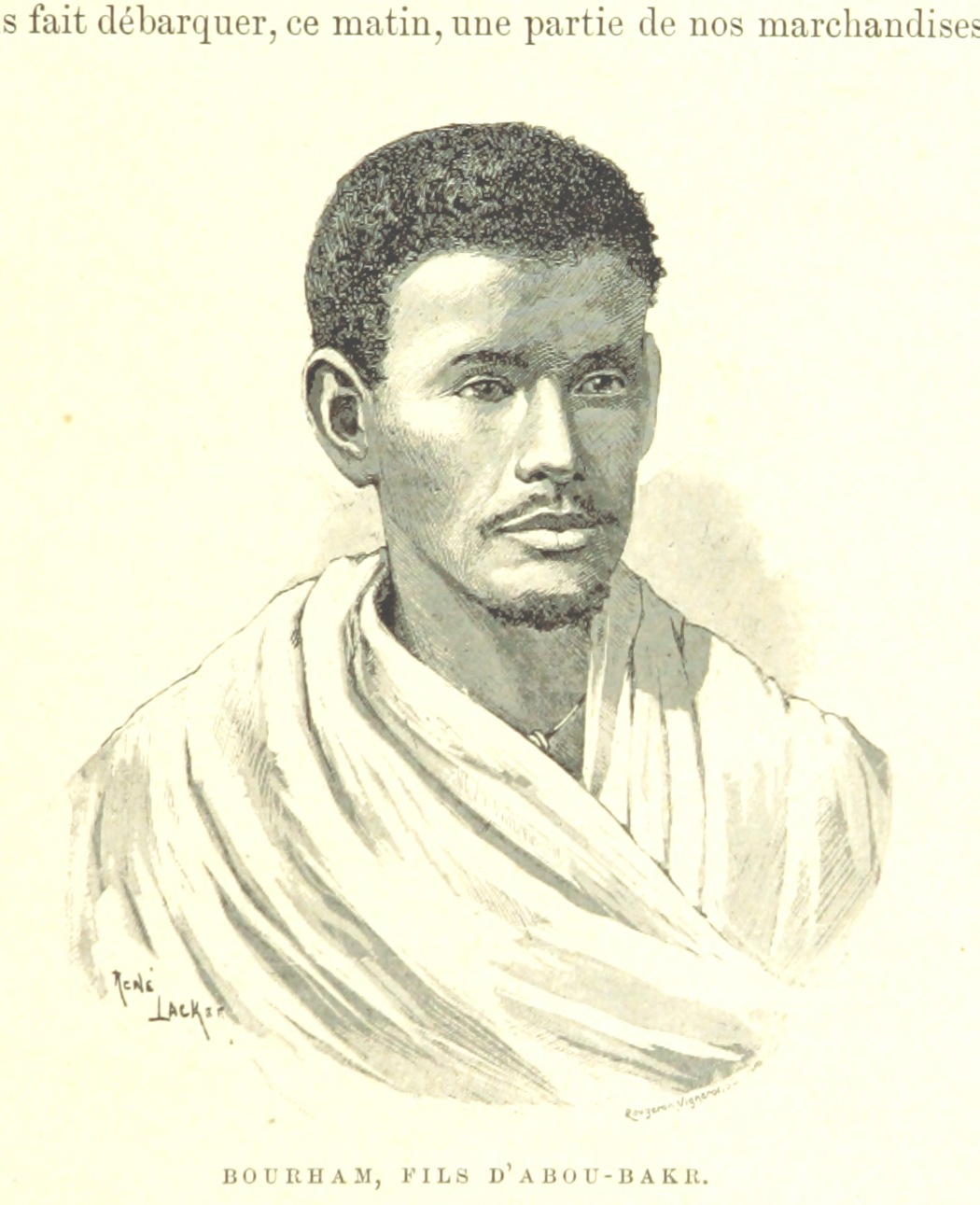
« Bourham, fils d'Abou-Bakhr », ill. de René Jacker pour Éthiopie méridionale.

On lui doit de nombreuses observations de géographie physique et d'importantes études météorologiques, ethnographiques et linguistiques ainsi qu'entre autres relevés, huit cents photographies des lieux parcourus et des gens rencontrés qui furent d'abord confiées au musée d'ethnographie du Trocadéro en 1907, accompagnés d'objets. Au musée du Quai Branly, est transféré entre autres le fonds photographique Jules Borelli, restauré en 2011, et qui comprend 540 négatifs gélatino-argentiques pelliculaires, pour la plupart inédits.
- Itinéraire de mon voyage aux pays Oromo et Sidama. Observations sur le cours de l'Omo, 1889
- Éthiopie méridionale. Journal de mon voyage aux pays Amhara, Oromo et Sidama, septembre 1885 à novembre 1888, Paris, Quantin, 1890, 520 p., accompagné de nombreuses illustrations tirées de ses clichés, lire en ligne sur Gallica [lire en ligne]

## Distinctions
- Son œuvre scientifique est récompensée en 1890 de la médaille d'or de la Société de géographie (Paris).
- Il est fait chevalier de la Légion d'honneur le 13 juillet 1890, sur contingent du ministère de l'instruction publique[46].